# سارا دیدار
سارا دیدار (۷ آذر ماه ۱۳۸۳ در نیشابور) بازیکن فوتبال اهل ایران است. وی عضو تیم ملی فوتبال زنان ایران و باشگاه خاتون بم می‌باشد.